# بازگشت به آرارات
بازگشت به آرارات (سوئدی: Tillbaka till Ararat) یک فیلم مستند دربارهٔ نسل‌کشی ارمنی‌ها است که در تاریخ ۴ نوامبر سال ۱۹۸۸ اکران عمومی شد. این فیلم محصول کشور سوئد می‌باشد و برنده جایزه بهترین فیلم در بیست و چهارمین دوره جوایز گولدباگ شده است.